# Warren (Minnesota)
Warren é uma cidade localizada no estado americano de Minnesota, no Condado de Marshall.

## Demografia
Segundo o censo americano de 2000, a sua população era de 1678 habitantes.
Em 2006, foi estimada uma população de 1627, um decréscimo de 51 (-3.0%).

## Geografia
De acordo com o United States Census Bureau tem uma área de
3,7 km², dos quais 3,7 km² cobertos por terra e 0,0 km² cobertos por água.

## Localidades na vizinhança
O diagrama seguinte representa as localidades num raio de 32 km ao redor de Warren.